# Makedonščina
Makedonščina (македонски јазик, translit. makedonski jazik, izgovorjava [maˈkɛdɔnski ˈjazik] ()) je južnoslovanski jezik, ki se govori v Severni Makedoniji, severni Grčiji (Egejska Makedonija),  jugozahodni Bolgariji (Pirinska Makedonija) in jugovzhodni Albaniji (Mala Prespa). Makedonščina je materni jezik več kot dvema milijonoma ljudi, razen tega jo za vsakodnevno rabo uporablja tudi okoli 300.000 ljudi, v glavnem Albancev in Turkov.

## Klasifikacija in sorodni jeziki
Makedonski jezik razvojno sodi v vzhodno skupino južnoslovanske veje slovanskih jezikov v širši indoevropski jezikovni družini. V tej skupini sta tudi  bolgarščina in izumrla staro cerkvena slovanščina. Nekateri avtorji v to skupino uvrščajo tudi torlaška narečja. Najbližji sorodnik makedonščine je bolgarščina, sledita ji srbohrvaščina in slovenščina, pri čemer je slovenščina od makedonščine genetsko bolj oddaljena. Skupaj južnoslovanski jeziki tvorijo narečni kontinuum.
Makedonščina deli določene jezikovne lastnosti z drugimi jeziki Balkanske jezikovne zveze (nemško: Sprachbund), ki imajo skupne tipološke, slovnične in leksične značilnosti. Te značilnosti niso posledica genetske bližine, ampak so posledica dolgotrajnih jezikovnih stikov in vplivov med narodi, ki živijo v bližini. Zaradi zgodovinskih interakcij in kulturnih izmenjav med govorci različnih jezikov v regiji, kot so grščina, aromuščina, albanščina in romščina, je makedonščina razvila podobnosti z drugimi jeziki te skupine.
Makedonščina in bolgarščina se razlikujeta od preostalih južnoslovanskih jezikov v tem, da ne uporabljata samostalniških sklonov, razen vokativa. Prav tako sta ta dva jezika izgubila nedoločnik. Makedonščina in bolgarščina sta izjemi med slovanskimi jeziki, saj vsebujeta določne člene, ki se v drugih slovanskih jezikih ne pojavljajo. Standardna bolgarščina uporablja samo en določni člen, medtem ko makedonščina in nekatera jugovzhodna bolgarska narečja uporabljajo sistem treh deiktičnih členov: osebnih, prostorskih in časovnih). Praslovanski perfekt se je v makedonščini in bolgarščini oblikovno (formalno) z delno izjemo tretje osebe ohranil, pomensko (semantično) pa je doživel korenite pomenske spremembe, natančneje širjenje pomena. V obeh jezikih namreč izraža t. i. pripovednost (renarativnost) o dogajanju v preteklosti.
Chambers in Trudgill poudarjata, da razlikovanje med bolgarščino in makedonščino kot ločenima jezikoma, ni mogoče rešiti zgolj na jezikoslovni osnovi, temveč je treba upoštevati sociolingvistične dejavnike, kot so etnična in jezikovna identiteta govorca. To stališče podpira tudi Jouko Lindstedt, ki meni, da bi, če bi bilo mogoče razlikovati med jezikoma samo na podlagi jezikovnih lastnosti, bi refleks trdega jera (zvoka, ki se pojavlja v slovanskih jezikih) služil kot kriterij za določanje meje med bolgarščino in makedonščino.
Trudgill opredeljuje slovanska narečja, ki se govorijo v vzhodnem delu grške Makedonije, kot del bolgarskega jezikovnega območja. Druga slovanska narečja v Grčiji pa klasificira kot makedonske. Riki van Boeschoten opisuje, da narečja v različnih delih grške Makedonije kažejo različne stopnje sorodnosti z bolgarščino in makedonščino. Narečja v vzhodnem delu grške Makedonije (okoli mest Serez in Drama) so bližja bolgarščini. V zahodnem delu grške Makedonije (okoli mest Florina in Kastoria) so narečja bližje makedonščini. Narečja v centralnih območjih (Edesa in Soluna), pa ležijo nekje vmes.

## Zgodovina
Slovani, ki so prišli na Balkanu v 6. stoletju so s seboj prinesli svoja lastna narečja. Za komunikacijo z drugimi so uporabljali različne jezikovne oblike. »Kanonično« starocerkvenoslovansko obdobje razvoja makedonščine se je začelo v 9. stoletju in je trajalo do prve polovice 11. stoletja. V tem obdobju so prevajali grška verska besedila. Makedonska različica stare cerkvene slovanščine se je v tem obdobju pojavila tudi v Bolgarskem cesarstvu in se je tako imenovala zaradi vpliva Ohridske literarne šole. Proti koncu 13. stoletja se je vpliv srbščine povečal, ko je Srbija širila svoje meje proti jugu. V petih stoletjih osmanske vladavine, od 15. do 20. stoletja, je narečje, ki se je govorilo na ozemlju današnje Severne Makedonije, doživelo gramatične in jezikovne spremembe, ki so makedonščino opredelile kot člana Balkanskega sprachbunda. Zaradi interakcije z osmanskimi Turki v tem obdobju so se v makedonščino uvedle številne turške izposojenke.
V drugi polovici 18. stoletja je prišlo do vzpona sodobne knjižne makedonščine s pisno rabo so začeli makedonska narečja standardizirati kot del širšega procesa oblikovanja knjižnega jezika. V tem času so mnogi pisatelji ta narečja imenovali »bolgarska«. V prvi polovici 19. stoletja se je med južnoslovanskimi ljudstvi v Osmanskem cesarstvu razmahnil nacionalizem. V tem obdobju so nacionalistične težnje vključevale tudi ideje o skupni cerkvi za bolgarske in makedonske Slovane, ki bi uporabljala skupni sodobni makedonsko-bolgarski knjižni standard.
V obdobju med 1840 in 1870 so se pojavili konflikti, kateri dialekti bi morali tvoriti osnove skupnega jezika, imenovanega preprosto »bolgarski«. Pojavila sta se dva nasprotujoča si pogleda. Ena od ideologij je bila ustvariti bolgarski knjižni jezik na osnovi makedonskih narečij, vendar so bolgarski kodifikatorji takšne predloge zavrnili. V tem obdobju je bila v Makedoniji napisana poezija, ki je vključevala uporabo struškega narečja z elementi ruščine. Učbeniki so uporabljali bodisi govorjene narečne oblike jezika ali mešanico makedonsko-bolgarskega jezika. Kasneje so se pojavili zagovorniki ideje o uporabi ločenega makedonskega jezika.
Knjiga Krsteta Petkova Misirkova Za makedonckite raboti (O makedonskih zadevah), ki je izšla leta 1903, je bila prvi poskus formalizacije ločenega knjižnega jezika. Njegova knjiga je bila prvi sistematični poskus, da bi makedonska narečja združil v enoten knjižni jezik. Misirkov ni samo združil narečij, ampak je tudi razvil slovnična pravila za jezik in zagovarjal njegovo uporabo v šolah. Izbral je prilepsko-bitolski narečje kot osnovo za standardizacijo makedonskega knjižnega jezika; ta ideja pa ni bila sprejeta vse do 1940-ih. 2. avgusta 1944 je bila na prvem zasedanju Antifašističnega sobranja narodne osvoboditve Makedonije (ASNOM) makedonščina razglašena za uradni jezik. S tem je kot zadnji med večjimi slovanskimi jeziki dosegel standardno knjižno obliko. Kot tak je makedonščina postala eden od treh uradnih jezikov Jugoslavije od leta 1945 vse do razpada države leta 1991.

## Slovnica
Makedonščina ima nekatere jezikovne značilnosti, ki niso tipične za ostale slovanske jezike. Med drugim pozna določno obliko samostalnikov in pridevnikov, ki je tvorjena s sufiksiranim določnim členom: končnica »-от« za moški (od slovanskega zaimka »-тъ«) in »-тa« za ženski spol. Npr. določna oblika samostalnika žena je ženata, kjer končnica -ta predstavlja določni člen, ki funkcionira podobno kot člen »-(e)n«/»-(e)t« v danščini (primer kvinde – kvinden). Samostalniki in pridevniki se večinoma ne sklanjajo.

## Pisava
Makedonščina se zapisuje v prilagojeni obliki cirilice.
| Velika črka | Mala črka | izgovorjava |
| ----------- | --------- | ----------- |
| А           | а         | a           |
| Б           | б         | b           |
| В           | в         | v           |
| Г           | г         | g           |
| Д           | д         | d           |
| Ѓ           | ѓ         | đ           |
| Е           | е         | e           |
| Ж           | ж         | ž           |
| З           | з         | z           |
| Ѕ           | ѕ         | dz          |
| И           | и         | i           |
| Ј           | ј         | j           |
| К           | к         | k           |
| Л           | л         | l           |
| Љ           | љ         | lj          |
| М           | м         | m           |
| Н           | н         | n           |
| Њ           | њ         | nj          |
| О           | о         | o           |
| П           | п         | p           |
| Р           | р         | r           |
| С           | с         | s           |
| Т           | т         | t           |
| Ќ           | ќ         | ć           |
| У           | у         | u           |
| Ф           | ф         | f           |
| Х           | х         | h           |
| Ц           | ц         | c           |
| Ч           | ч         | č           |
| Џ           | џ         | dž          |
| Ш           | ш         | š           |

### Število govorcev
Število Makedonsko govorečih ljudi je zelo sporno. Makedonski sosedi Srbija in Albanija sta priznali makedonščino kot jezik manjšine, vendar pa tega še ne priznavata Bolgarija in Grčija. Po zadnjih ugotovitvah je število govorcev makedonščine naslednje:
| Država                      | Število   |
| --------------------------- | --------- |
| Makedonija                  | 1.700.000 |
| Albanija                    | 4.697     |
| Bolgarija                   | 5.071     |
| Grčija                      | 180.180   |
| Srbija                      | 14.355    |
| Preostali Balkanski prostor | 15.939    |
| Kanada                      | 37.055    |
| Australija                  | 71.994    |
| Nemčija                     | 62.295    |
| Italija                     | 50.000    |
| ZDA                         | 45.000    |
| Švica                       | 6.415     |
| Preostali svet              | 101.600   |
| Skupaj                      | 2.289.904 |